# Московия
Моско́вия (лат. Moscovia) — политико-географическое название Русского государства в западных источниках, употреблявшееся с разной степенью приоритетности параллельно с этнографическим названием «Руссия» (лат. Russia) с XV до начала XVIII века. Первоначально являлось латинским названием Москвы (для сравнения: лат. Varsovia, Kiovia) и Московского княжества, позже в ряде государств Западной и Центральной Европы было перенесено и на единое Русское государство, сформировавшееся вокруг Москвы при Иване III. Различные исследователи полагают, что использованию этого наименования способствовала польско-литовская пропаганда, которая сознательно сохраняла терминологию феодальной раздробленности, отрицая правомерность борьбы Ивана III и его преемников за воссоединение земель Руси. В качестве самоназвания латинизм Московия не использовался, войдя в русский язык не ранее XVIII века как не полностью освоенное заимствование.

## Происхождение и распространение
В эпоху противостояния между Великим княжеством Московским, объединившим вокруг себя Северо-Восточную Русь, и Великим княжеством Литовским, объединившим вокруг себя Юго-Западную Русь, древнее понятие «Русь» (в Европе Russia, иногда Ruthenia, Rossia или греч. Ῥωσία) продолжало употребляться современниками, но в условиях её политико-географического разделения нуждалось в дополнительном уточнении. Нередко, начиная с XIV века, уточнение совершалось по византийскому образцу — Великая и Малая Русь. В других источниках — как, например, на карте венецианского монаха Фра Мауро, — различие делалось при помощи наименований Белая, Чёрная и Червонная Русь. Отмечается, что на заре русско-итальянских отношений в эпоху Ивана Великого, в письменных источниках, происходящих из Италии, речь идёт либо просто о Руссии, либо о Белой Руссии, тогда как сам Иван III называется «русским императором».
В то же время, начиная с рубежа XV—XVI веков, в европейском политико-географическом лексиконе стремительно распространяется понятие «Московия». Различные исследователи полагают, что оно возникло под влиянием польско-литовской пропаганды, отвергавшей право Русского государства на все древнерусские земли (часть которых с XIII—XIV веков находилась в составе Великого княжества Литовского и Королевства Польского, позднее — Речи Посполитой) и стремившейся закрепить это название только за «своей» частью Руси. Уже с начала XV века термином «Руссия» на польских картах обозначались исключительно земли Юго-Западной Руси, а в качестве её главного города указывался Львов, столица «Русского воеводства». В то же время земли Северо-Восточной Руси именовались не иначе как «Московия». Делая акцент на прежней феодальной узкорегиональной номенклатуре, этот упорно внедрявшийся термин имел целью подчеркнуть ограниченность власти главы государства пределами Московского княжества и отвергал какие-либо намёки на правомерность борьбы за объединение Руси вокруг Москвы.
Историк Анна Хорошкевич отмечала, что название «Московия» начало преобладать в странах, получавших информацию из Великого княжества Литовского и Польши, в первую очередь в католических Италии и Франции. В имевших более прямое сообщение с Русским государством странах Северной Европы, равно как и при дворе императора Священной Римской империи, преобладало правильное этнографическое название «Руссия» или «Россия», хотя название «Московия» проникло и туда. Одним из наглядных примеров «перемены» имени, по словам Хорошкевич, являются протоколы секретаря венецианской синьории Марино Сануто, в которых начиная с 1500 года наблюдается постепенный переход от названия (Белая) Руссия к Московии. Историк связывает это с усилением польско-литовской пропаганды накануне и во время русско-литовской войны 1500—1503 годов, когда между Москвой и Вильной разгорелся дипломатический конфликт вокруг претензионного титула Ивана III «государь всея Руси», содержащего в себе программу объединения всех русских земель, в том числе находившихся в составе Литвы.
Как пишет Борис Флоря, в дополнение к обстоятельствам политического характера в Речи Посполитой в последней четверти XVI века оформилось представление о «русских» и «московитах» как о двух разных народах, которое повлияло и на самосознание восточнославянского населения государства. В предшествующую эпоху для этого существовали лишь предпосылки на основе разного социально-политического устройства двух государств, которые, однако, ещё не давали оснований к осознанию их как признаков принадлежности к разным этническим общностям. Так, польский историк Матвей Меховский в своём «Трактате о двух Сарматиях» (1517) писал, что жители Московии Rutheni sunt et Ruthenicum loquuntur (то есть являются русинами и говорят по-русски). Такие же высказывания встречаются у Михалона Литвина, Александра Гваньини, Матвея Стрыйковского и многих других писателей XVI века. Возросшая в позднем XVI веке популярность этногенетических теорий, построенных на легендарных персонажах, привнесла различные версии об ином происхождении московитов (от библейского Мосоха либо от младшего брата Леха, Чеха и Руса, Москвы). После заключения Брестской унии 1596 года в памятниках полемической литературы Речи Посполитой, написанных в том числе и православными авторами, прослеживается представление о «московитах» и «русских» как о разных народах. В первой половине XVII века восточные славяне по обе стороны границы уже воспринимались как два разных общества и два разных народа, но, особенно в произведениях православных авторов, рассматривались как тесно связанные между собой части некоего общего целого.

Сосуществование названий Russia и Moscovia на географических картах XVI—XVII веков
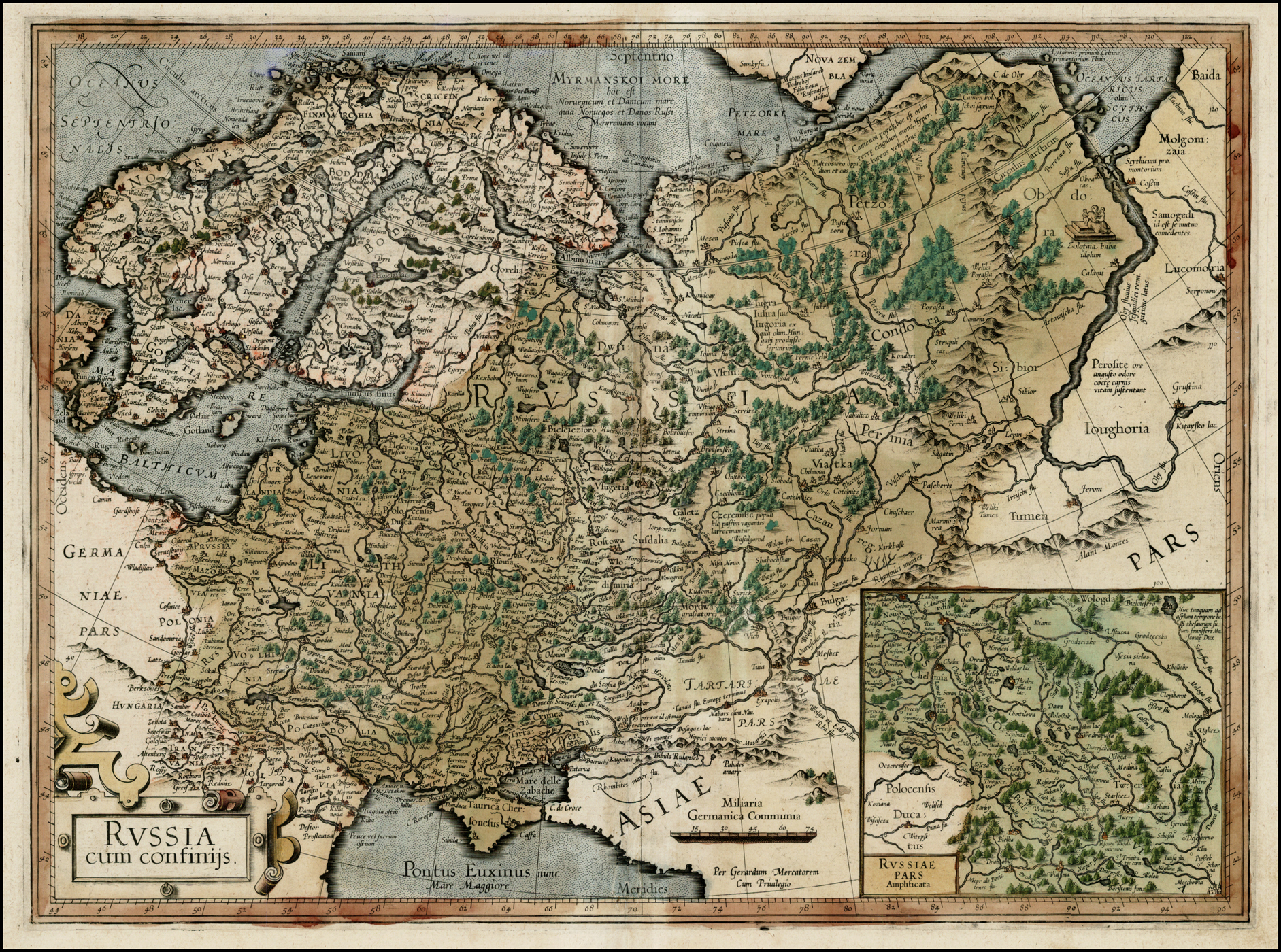
Пример использования Russia, Меркатор, 1595. Московия обозначена как одна из её местностей
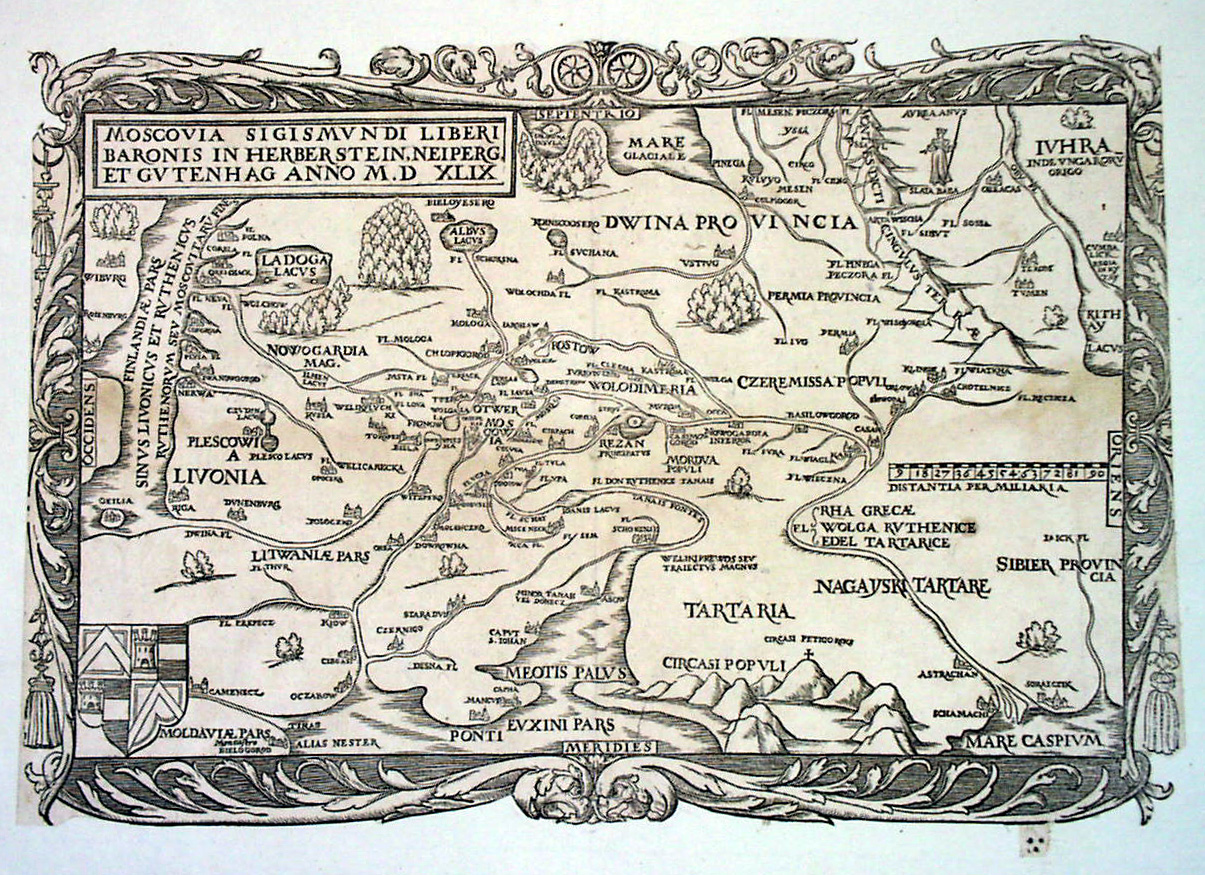
Пример использования Moscovia, Герберштейн, 1549. Берег Балтийского моря назван ливонско-русским побережьем (Sinus livonicus et ruthenicus), а также краем русских или московитов (Ruthenorum seu Moscovitarum fine). Перечисляются русские (ruthenice) названия Волги и Дона
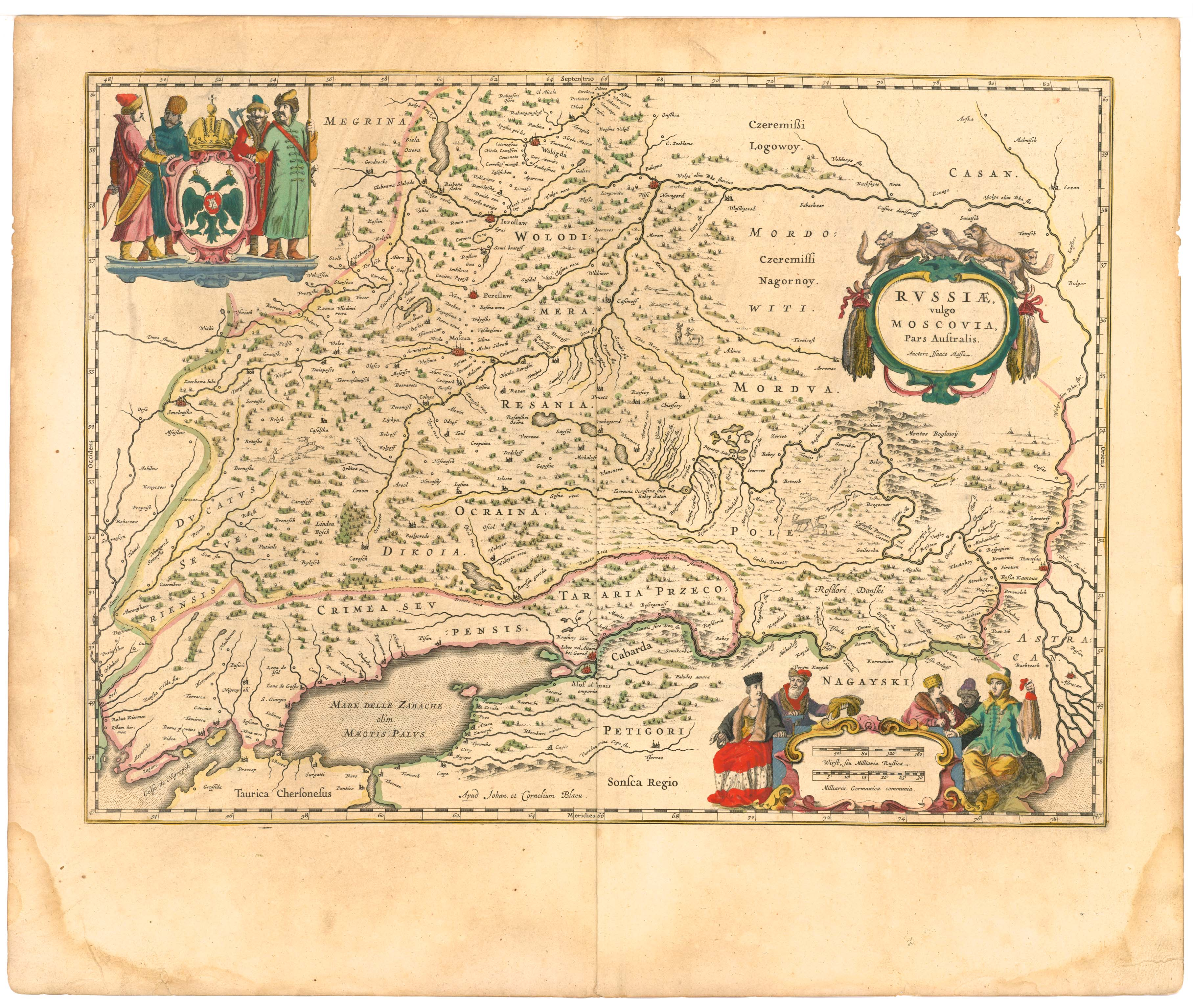
Пример совместного использования: Russia, в просторечии Moscovia, Космография Блау, Голландия, 1645
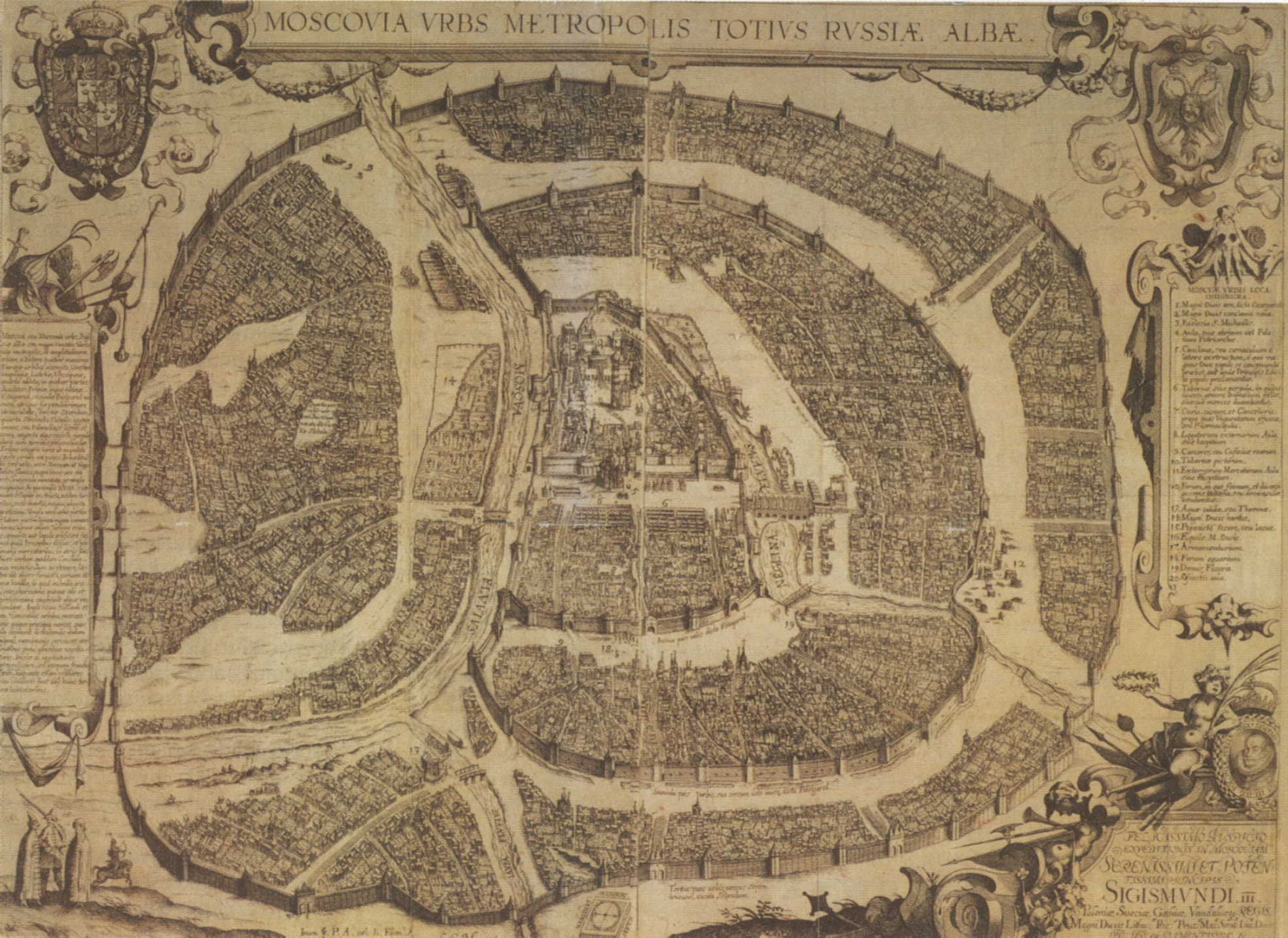
Пример использования Moscovia как названия города — столицы Белой Руссии (Russia Alba). Сигизмундов план Москвы, 1610

Употребляя термины «Московия» и «московиты», западноевропейские географы, историки и путешественники XVI и XVII веков часто подчёркивали, что московитов следует считать русскими. Знаменитый барон Сигизмунд Герберштейн прямо называет Московию главным государством в Руссии. При этом он конкретизирует, что Руссия/Россия (Russia, Rosseia) находится между Карпатскими горами и Польшей на западе и средним течением Волги на востоке, «Северным морем» на севере и по течению рек Днестра и Днепра на юге, демонстрируя понимание исторических и этнографических границ Руси. По отношению к описываемым им владениям Василия III он использует оба термина — Moscovia и Russia. Цезарь Бароний писал: «Московия получила своё наименование по названию реки и расположенной на ней столице, являясь частью Руссии». В своём ставшем популярным университетском учебнике немецкий географ Георг Хорн подчёркивал: «московиты суть русские, лишь именуемые так по названию столицы их государства». Развёрнутый комментарий к понятиям «Московия» и «московиты» оставил в начале XVII века французский путешественник Жак Маржерет. Он пишет, что русские после освобождения от татарского ига стали называться московитами — по главному городу Москве, обладающему княжеским титулом, но не являющемуся первым в стране, потому что ранее государь русских назывался «великим князем владимирским», а в современное Маржерету время продолжал называться «великим князем владимирским и московским». Из этого Маржерет делает вывод: «ошибочно называть их московитами, а не русскими, как делаем не только мы, живущие в отдалении, но и более близкие их соседи. Сами они, когда их спрашивают, какой они нации, отвечают: Russac, то есть русские, а если их спрашивают, откуда, они отвечают: is Moscova — из Москвы, Вологды, Рязани или других городов». Доктор исторических наук В. Н. Малов называет это наблюдение Маржерета «чрезвычайно важным для понимания этнической (и государственной) самоидентификации российских людей в конце XVI — начале XVII в.». К 1592 году относится пример контаминации наименований «Московия» и «Россия»: Львовское братство в письме к царю Фёдору Иоанновичу называет его «пресветлый царь и великий князь Москвороссии».
В XVII веке в Московском государстве была написана «Повесть о Мосохе», легендарно-историческое сочинение, согласно которому, Мосох (библейский Мешех) — «шестой сын Афетов, внук Ноев», «шедше от Вавилона с племенем своим» (после Вавилонского столпотворения), сделал остановку на реке, названной по его имени Москвой, и «народил московитов от своего имени». Потомками этих «московитов» была разрушена Троя. Они стали первыми насельниками «Римской области», этрусками, русский язык которых впоследствии «извратился»; пленили Филиппа, отца Александра Македонского; завоевали Рим и стали его владыками ещё до того, как на Рим пришли готы и др. Хотя «един московский народ» населил почти всю Европу, это, «аще и разны имяны, но вси един московский народ»; «истинный же столп языка славянского в Московстей земли». Произведение имеет фантастичный характер и сходно по замыслу со «Сказанием о Словене и Русе», созданным в то же время. Источниками повести были польские сочинения.
По данным Александра Мыльникова, в XVII — начале XVIII веков в западных источниках часто встречалось устойчивое словосочетание «Великая Россия или Московия». В эпоху Петра I русским правительством предпринимались дипломатические усилия по преодолению двуимённости России в Европе.

## В русском языке
В русском языке латинское слово «Московия» появилось с середины XVIII века. Семантически может употребляться либо как обозначение допетровской Руси (особенно при переводах), либо как неофициальное название Москвы и/или Московской области. Название «Московия» носили одна из российских авиакомпаний, а также поезд по маршруту Москва—Адлер.

## Использование в публицистике и пропаганде

### Европа XIX века

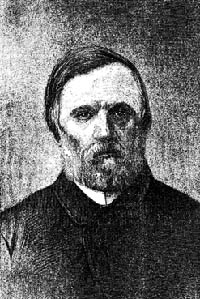
Франциск Духинский

Изначально у слова «Московия» отсутствовали какие-либо негативные коннотации. Однако, выйдя из употребления в первой половине XVIII века, с середины XIX века этот термин вновь начинает фигурировать в памфлетах польских публицистов, пытавшихся обратить внимание европейской общественности на так называемый «польский вопрос». Пионером облачения старых идеологических традиций Речи Посполитой в новую расистскую форму стал этнический поляк Франциск Духинский, эмигрировавший с Правобережной Украины в Париж после поражения польского восстания 1830 года. В своих работах и выступлениях он утверждал, что московиты (так он последовательно называл русских) не европейцы, а азиаты-«туранцы», в отличие от поляков и русинов (так он последовательно называл украинцев и белорусов), которые вместе с другими европейскими народами являлись «арийцами». При этом он подробно описывал различие цивилизаций «арийцев» и «туранцев», делая из них антагонистов, а границу между ними проводя где-то по Днепру. Первых он считал цивилизованными и культурными земледельцами, вторых — дикими и отсталыми кочевниками-варварами. Согласно Духинскому, следовало всячески отгородить Россию от Европы как угрозу существования последней, а сделать это возможно будет только путём возрождения Польши в старых границах (включая Украину и Белоруссию). Таким образом, Польша становилась форпостом европейской цивилизации против «дикой» Азии. Употребляя в отношении России почти исключительно термин «Московия», Духинский утверждал, что она получила своё новое название (а народ московитов стал зваться русским) согласно некоему тайному приказу Екатерины II, по которому, чтобы скрыть своё туранское происхождение, московитам в приказном порядке «навязали» имя «арийцев»-русинов.
Выступления Духинского поначалу произвели сенсацию в парижских политических кругах, его всячески поддерживали, особенно на фоне напряжённых политических отношений Франции и Британии с Россией после Крымской войны. У Духинского появились последователи, например, французы Анри Мартен со своей книгой «Россия и Европа» (1866) или Элиас Реньо с книгой «Европейский вопрос, ошибочно называемый польским вопросом» (1861). Однако серьёзное научное сообщество не приняло псевдонаучные расистские идеи Духинского. Русские историки, в том числе Михаил Драгоманов и Николай Костомаров, опубликовавший «Правду полякам о Руси» (1861), активно критиковали его теорию, а языковед Бодуэн де Куртенэ (сам этнический поляк) по смерти Духинского напечатал осуждающую брошюру. Одновременно в политических кругах Франции изначально конъюнктурная популярность антироссийской концепции пала жертвой всё той же политической конъюнктуры, изменившейся после франко-прусской войны 1870—1871 годов.
Впоследствии подмена официального названия «Россия» словом «Московия» изредка встречалась на политической арене в негативных контекстах. К примеру, британский премьер-министр Бенджамин Дизраэли в своём письме королеве Виктории в 1877 году призывал «очистить Центральную Азию от московитов и загнать их в Каспий».

### Нацистская Германия

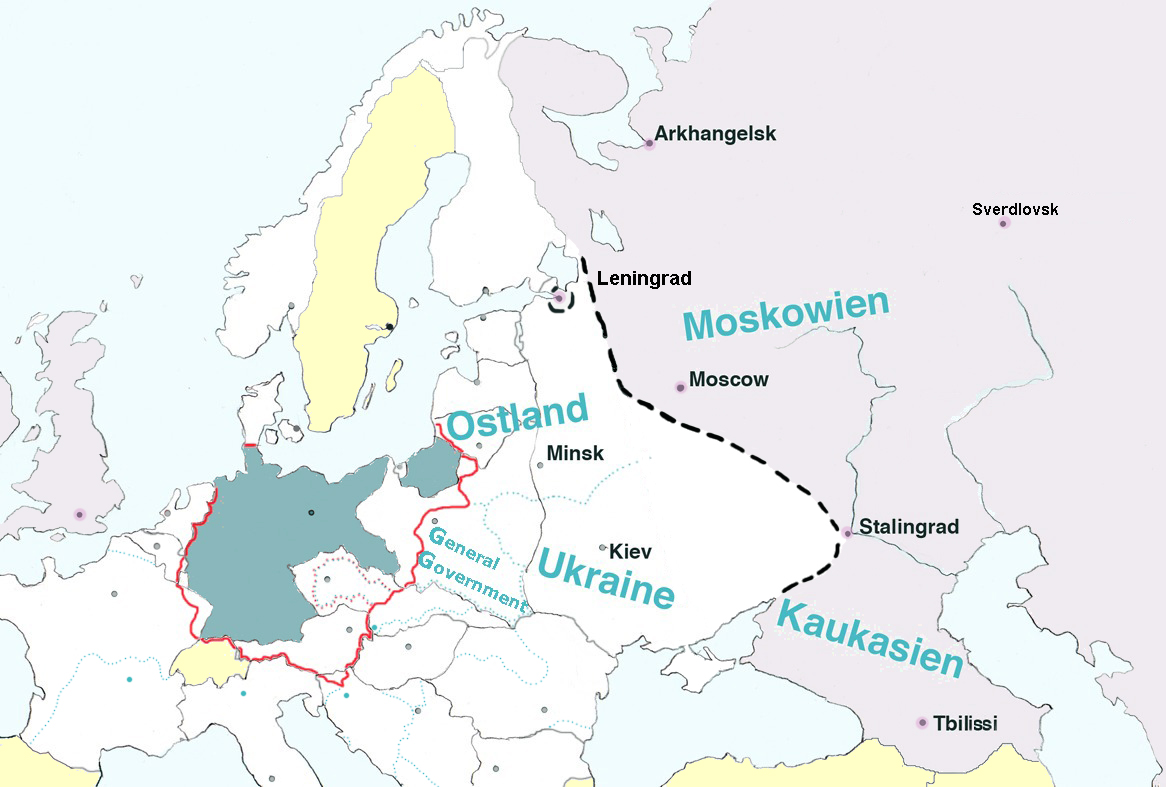
Рейхскомиссариат Московия по Генеральному плану Ост (1941)

В планах нацистского руководства было создание Рейхскомиссариата Московия. Гитлер неоднократно говорил о том, что такие слова, как «русский» и «Россия» следует запретить, заменив на «московский» и «Московия». Нацистский остфоршунг разрабатывал целый комплекс мероприятий для того, чтобы искоренить упоминание о России и русских из лексикона немецких экспертов и пропагандистов. Один из специалистов по «русскому вопросу», профессор Лейпцигского университета Отто Реше писал Альфреду Розенбергу, что концепция «русский» является крайне подозрительной и ради недопущения «опасной для нас объединительной структуры» должна быть в будущем искоренена. Идеи Реше впоследствии были зафиксированы в методических указаниях для пропагандистских служб рейха в марте 1942 года. Поощрялось употребление терминов «Московия» вместо «Россия», «Белорутения» вместо «Белоруссия» и так далее.

### Украина
Тезисы и терминология Духинского, будучи отвергнутыми и забытыми в научном мире, оказались востребованным элементом в дискурсе украинских националистов в начале XX века. Употребление инокоренного слова «Московия» хорошо вписывалось в культивирование концепции, согласно которой Россия не имеет отношения к культурному наследию Древней Руси. В 1900 году в Галиции вышла пропагандистская брошюра Лонгина Цегельского «Русь-Украина и Московщина-Россия». В 1921 году была издана (в 1936 году переиздана) книга украинского эмигранта в Чехословакии Сергея Шелухина о названиях Украины, где он, частично повторяя Духинского, доказывал, что «Московия» всегда так называлась и «украла» своё название «Русь/Россия» у Украины. Схожими терминами оперировал и украинский эмигрант, националист Павел Штепа, издавший книги «Украинец и москвин. Две противоположности» (1959) и «Московство» (1968).
Уже в постсоветский период (1998) на Украине была опубликована книга «Украденное имя» Евгения Наконечного, в которой автор развил идеи Шелухина. В 2011 году первый том книги «Страна Моксель, или Московия» непрофессионального историка Владимира Белинского получил украинскую национальную премию имени Ивана Франко (выдаётся Государственным комитетом телевидения и радиовещания Украины) в номинации «Лучшая научная работа»[значимость факта?].
Некоторые общественные деятели националистической направленности периодически используют слово Московия в своих высказываниях. К примеру, активистка ВО «Свобода» Ирина Фарион рекомендовала детям, использующим русские формы имён, «собирать чемоданы и выезжать в Московию». По словам политолога Олега Соскина, «московиты украли у украинского народа язык, православную веру, название страны, а сейчас пришло время это всё нам вернуть. А они должны возвратиться к своему финно-угорскому, тюркскому фундаменту». В 2015 году депутатом Радикальной партии Олега Ляшко Оксаной Корчинской был внесён на рассмотрение Верховной рады законопроект о запрете применения к России названия Россия или Русь и использовании вместо этого названия Московия. Мифологема об украденном имени встречается в высказываниях ряда украинских учёных и в официальном печатном органе Верховной рады Украины.
В 2022—2023 годах в Украине начались дискуссии о переименовании России в Московию. В конце 2022 года в Украине появилась петиция о переименовании, обвиняющая Россию в присваивании культурного наследия. В петиции говорится, что название «Россия» связано с российским империализмом. Пресса оценивает эти споры как борьбу за историческое наследие Древней Руси, стремление позиционировать Украину как «настоящую Русь», в противоположность заявлениям Путина об «Украине, созданной Лениным», стремление оспорить российскую версию о происхождении России. И Россия, и Украина, как и Белоруссия, ведут своё историческое начало из Киевской Руси — первого государства древних славян. Споры о названии являются частью исторического спора о том, кто — Украина или Россия — является настоящим преемником Киевской Руси. Восточные славяне были разделены в результате татаро-монгольского вторжения в XIII веке, «Русь» преобразовалась в «Россию» на востоке, а западные земли под доминированием католической польско-литовской Речи Посполитой получили латинизированное название «Рутения», а «Русинами» до XX века назывались украинцы на этих землях. Российские чиновники раскритиковали предложение к переименованию как «провокацию». Спикер МИД РФ Мария Захарова сказала об очередной попытке «создать анти-Россию из Украины». Бывший президент России Дмитрий Медведев ответил ругательствами.